# Вити (деревня)
Ви́ти (эст. Viti) — деревня на севере Эстонии в волости Харку, уезд Харьюмаа. 
По данным переписи населения 2011 года в деревне проживало 446 человек, из них 346 (77,6 %) — эстонцы.
В 2000 году численность жителей деревни составляла 141 человек.

## История
В 1569 году место нынешней деревни было упомянуто как деревня Пефеле (Pefele). В 1630 году король Швеции Густав II Адольф подарил главе Эстляндского рыцарства Герману Витту (Hermann Witt) 6 сох земли в деревнях Айба (эст. Aiba, нем. Aipa) и Пяэла (эст. Pääla, нем. Refel), на которых позже возникла мыза Вити.
Деревня Вити была образована в 1977 году в основном на землях бывшего укрепления Вити (эст. Vitikindlus, Viti kindlus) с включением также центра мызы Вити.

## Происхождение топонима
Название деревни происходит от фамилии Витте (Witte).

## Достопримечательности
На территории деревни находится главное здание (господский дом) мызы Вити. В настоящее время в нём работает семейный дом для людей с особыми психическими потребностями.